# Elliott Erwitt
Elliott Erwitt (Paris, 26 de julho de 1928 – Nova Iorque, 30 de novembro de 2023) foi um publicitário e fotógrafo documental franco-estadunidense conhecido por suas fotos em preto e branco cheias de ironia e situações absurdas no cenário cotidiano. Ele foi membro da Magnum Photos desde 1954.

## Início de vida
Erwitt nasceu em Paris, na França. Ele foi filho de pais imigrantes judeus-russos, que logo se mudaram para a Itália. Em 1939, quando ele tinha dez anos, sua família imigrou para os Estados Unidos. Ele estudou fotografia e cinema na Los Angeles City College e na New School for Social Research, terminando seus estudos em 1950. Em 1951, ele foi convocado para o Exército e dispensado em 1953.

## Carreira
Foi influenciado por seu encontro com os fotógrafos Edward Steichen, Robert Capa e Roy Stryker. O ex-diretor do departamento de fotografia da Farm Security Administration contratou Erwitt para trabalhar em um projeto de fotografia para a Standard Oil Company. Começou sua carreira como fotógrafo freelancer e fez trabalhos para as revistas Collier’s, Look, Life e Holiday. Juntou-se à agência Magnum Photos em 1953, o que lhe permitiu fotografar por todo o mundo. Desde 1970, ele dedicou grande parte de sua energia na direção de filmes. Seus longas-metragens, comerciais de televisão e documentários incluem Arthur Penn: The Director (1970), Beauty Knows No Pain (1971), Red, White and Bluegrass (1973) e o premiado Glassmakers of Herat (1977). Ele foi, também, creditado como Operador de Câmera de Gimme Shelter (1970), e trabalhou para os filmes Bob Dylan: No Direction Home (2005) e Get Ya Ya’s Out Yer (2009). Erwitt tinha uma certa predileção por fotografar cachorros e suas “relações” com o ser humano. Fotografou, também, rostos conhecidos como Marilyn Monroe e Che Guevara.

## Publicações
- 1972 – Photographs and Anti-Photographs ISBN 978-0500540091
- 1972 – Observations on American Architecture ASIN B00A6V15X4
- 1974 – Elliott Erwitt: The Private Experience (Na série "Masters of Contemporary Photography", texto de Sean Callahan.) Los Angeles: Petersen. Sean Callahan descreve e, até certo ponto, explica o trabalho de Erwitt. versão impressa ISBN 0-8227-0070-0
- 1974 – Son of Bitch, photographs of dogs ISBN 978-0670657223
- 1978 – Recent Developments ISBN 978-0671246464
- 1988 – Personal Exposures ISBN 978-0393026160
- 1991 – On the Beach ISBN 978-2883300033
- 1992 – To The Dogs ASIN B01FKWM9J2
- 1993 – The Angel Tree
- 1994 – Between the Sexes ISBN 978-0393036763
- 1997 – 100+1 Elliott Erwitt ISBN 978-8878138094
- 1998 – Dog Dogs Uma coleção de fotografias em preto e branco de cães que Erwitt ficou intrigado por suas viagens pelo mundo. versão impressa. ISBN 978-0760723036
- 1999 – Museum Watching ISBN 978-0714838946
- 2001 – Snaps. Londres & Nova Iorque: Phaidon. Uma grande antologia (mais de 500 páginas) da obra de Erwitt. versão impressa. ISBN 0-7148-4150-1
- 2002 – EE 60/60 ISBN 978-8480033299
- 2002 – Elliott Erwitt's Handbook ISBN 978-0971454835
- 2005 – Woof ISBN 978-0811851121
- 2009 – Elliott Erwitt's Rome. teNeues Publishing ASIN B01K0U46MC
- 2009 – Elliott Erwitt's New York ISBN 978-3832769253
- 2010 – The Art of Andre S. Solidor aka Elliott Erwitt ISBN 978-3832793623
- 2010 – Elliott Erwitt Personal Best ISBN 978-3832791629
- 2011 – Elliott Erwitt, Sequentially Yours ISBN 978-3832795788
- 2012 – Elliott Erwitt XXL – Special and Collectors Edition ISBN 978-3832796709
- 2013 – Elliott Erwitt's Kolor Kempen, Germany: teNeues ISBN 9783832795771.
- 2017 – Pittsburgh 1950 Londres. Pô. Com ensaio de Vaughn Wallace. Fotografias feitas em Pittsburgh para a Biblioteca Fotográfica de Pittsburgh. versão impressa. ISBN 978-1-910401-12-5
- 2018 – Elliot Erwitt's Scotland. teNeues Publishing Company ISBN 978-3961711369
- 2021 – Found, Not Lost. Londres. Gost. ISBN 978-1910401316

## Exposições
- Roma. Fotografie di Elliott Erwitt, Museo di Roma, Rome, November 2009 – Jan. 2010[4]
- Elliott Erwitt: Personal Best, International Center of Photography, Nova York, Mai–Ago. 2011[5]
- Elliott Erwitt, Black & White and Kolor, A Gallery for Fine Photography, New Orleans, 2011[6]
- Elliott Erwitt: Home Around The World, Harry Ransom Center, The University of Texas, Austin, 2016–2017[7]
- Elliott Erwitt: Pittsburgh 1950, International Center of Photography, Nova York, 2018[8]
- Elliott Erwitt: A retrospective, Musée Maillol, Paris, 2023[9]

## Fotografias icônicas
- EUA, Nova York, 1946 – Foto ao nível da rua comparando o tamanho dos pés de uma mulher a um chihuahua vestindo um suéter.
- EUA, Carolina do Norte, Segregated Water Fountains, 1950.
- EUA, Nova York, 1953 – Imagem da esposa de Erwitt olhando para seu bebê em uma cama iluminada pela luz da janela.
- EUA, NYC, Felix, Gladys e Rover, 1974 – Imagem dos pés de bota de uma mulher entre as pernas de um Dogue Alemão e um pequeno chihuahua.
- URSS, Rússia, Moscou, Nikita Khrushchev e Richard Nixon, 1959 – Poderosa imagem da Guerra Fria em que Nixon está cutucando o dedo indicador na lapela do terno de Kruschev.
- EUA, Califórnia, 1955 – Imagem de um espelho retrovisor lateral de um automóvel estacionado de frente para um pôr do sol na praia, com um casal brincalhão mostrado no espelho como ponto focal.

## Coleções
A obra de Erwitt encontra-se nas seguintes coleções permanentes:
- Harry Ransom Center, Austin, TX[10][11]
- International Center of Photography, Nova York, NY[12]
- Jackson Fine Art, Atlanta, GA[13]
- Met Museum, Nova York, NY[14]
- International Photography Hall of Fame, St. Louis, MO[15]